# La Fille du ranch
Pour plus de détails, voir Fiche technique et Distribution.
La Fille du ranch (The Gun Woman) est un western muet américain, réalisé par Frank Borzage et sorti en 1918.

## Synopsis
La Mesa, une ville minière de l'Ouest sur le déclin, subit les attaques à main armée d'un mystérieux homme masqué surnommé le "Percepteur". "Le Bostonien, qui arrive à La Mesa dans une diligence volée par le Percepteur, devient l'adjoint du shérif. Il est attiré par "la Tigresse", une propriétaire de dancing, qui, elle, tombe amoureuse d'un autre étranger, "le Gentleman".
Alors qu'il a pris l'argent de la Tigresse sous le prétexte de leur trouver un endroit où s'installer, le Gentleman s'achète un casino à Bravos, une ville en pleine expansion. Lorsque la Tigresse découvre la tromperie du Gentleman, le Bostonien révèle qu'il est en fait un détective qui a finalement trouvé la preuve que le Gentleman et le Percepteur ne font qu'un. La Tigresse se rend à Bravos et, lors de la dispute qu'elle a avec le gentleman, le tue avec son arme et cause l'incendie du casino.
Incapable d'accepter l'amour du Bostonien, la Tigresse, affligée, part seule.

## Fiche technique
- Titre : La Fille du ranch
- Titre original : The Gun Woman
- Réalisation : Frank Borzage
- Photographie : C. H. Wales, Pliny Horne
- Société de production : Triangle Film Corporation
- Société de distribution : Triangle Distributing Corporation
- Pays de production :  États-Unis
- Langue : anglais
- Format : Noir et blanc - 35 mm - 1,37:1 - Muet
- Genre : Western
- Durée : 5 bobines
- Date de sortie :
  - États-Unis : 27 janvier 1918
- Licence : Domaine public

## Distribution
- Texas Guinan : La Tigresse
- Edward Brady : Le Bostonien
- Francis McDonald : Le Gentleman
- Walter Perkins : Shérif Joe Harper
- Thornton Edwards: un ami du gentleman
- George Chase